# Combined Locks
Combined Locks è un comune degli Stati Uniti, situato in Wisconsin, nella Contea di Outagamie.